# Couvains (Orne)
Couvains è un comune delegato di 192 abitanti del comune francese di La Ferté-en-Ouche, situato nel dipartimento dell'Orne nella regione della Normandia. Già comune autonomo, il 1º gennaio 2016 è stato accorpato ai comuni di Anceins, Bocquencé, La Ferté-Frênel, Gauville, Glos-la-Ferrière, Heugon, Monnai, Saint-Nicolas-des-Laitiers e Villers-en-Ouche per costituire il nuovo comune.

## Società

### Evoluzione demografica
Abitanti censiti